# میلیسونوفکا
میلیسونوفکا (به لاتین: Milisonovka) یک منطقهٔ مسکونی در روسیه است که در باشقیرستان واقع شده‌است.